# Matthew Connolly
Pour les articles homonymes, voir Connolly.
Matthew Connolly, né le 24 septembre 1987 à Barnet, est un footballeur anglais qui évolue au poste de défenseur.
Après avoir été formé à l'Arsenal Football Club, il joue durant ses premières années avec l'équipe des Queens Park Rangers, remportant le championnat de deuxième division 2011-2012 et jouant une saison en Premier League.

## Biographie

### Débuts professionnels
En juillet 2005, Matthew Connolly, alors âgé de 17 ans, signe un contrat professionnel avec le club d'Arsenal. Après avoir été nommé capitaine de l'équipe réserve, il est prêté le 23 novembre 2006 à l'AFC Bournemouth pour une durée de six semaines. Il y joue neuf rencontres, dont sept en championnat. C'est lors du match Bournemouth-Nottingham Forest, le 5 décembre 2006, qu'il inscrit son premier but en professionnel. Revenu à Arsenal, il joue deux matchs de Carling Cup.
Lors de la saison suivante, il est prêté pour un an au club de Colchester United qui évolue en Championship (deuxième division). Son prêt est subitement interrompu par une offre des Queens Park Rangers qui le recrutent en janvier 2008.

### Queens Park Rangers
Sa venue à QPR coïncide avec l'arrivée de liquidités dans le club du fait de son rachat par un groupe dirigé par Flavio Briatore et Bernie Ecclestone. Connolly fait ses débuts pour le club londonien trois jours plus tard, à l'occasion d'une rencontre de FA Cup opposant QPR à Chelsea. Très vite, il devient un élément important de l'équipe et avoue son attachement pour le stade de Loftus Road.
Il joue environ quatre saisons dans ce club, y totalisant 116 matchs de championnat, période au cours de laquelle il connaît toutefois un prêt à Reading en janvier 2012.

### Cardiff City
Le 22 août 2012, Connolly signe un contrat de trois ans en faveur de Cardiff City, club gallois évoluant en D2 anglaise. Le montant du transfert est d'environ 500 000 £. Il joue son premier match officiel avec son nouveau club lors d'une défaite (2-4) sur le terrain de Bristol City le 25 août 2012, match dont il joue l'intégralité.
En quelques semaines, malgré le poste qu'il occupe en défense, il parvient à inscrire 4 buts en championnat.

### Watford
Le 19 mars 2015 il signe à Watford ou il est prêté jusqu'à la fin de saison 2014-2015.

## Palmarès
- Queens Park Rangers
  - Champion d'Angleterre de D2 en 2011.
- Watford
  - Vice-champion d'Angleterre de D2 en 2015.

## Statistiques détaillées
| Saison                | Club                  | Championnat           | Championnat | Championnat | Coupe(s) nationale(s) | Coupe(s) nationale(s) | Total | Total |
| Saison                | Club                  | Division              | M.          | B.          | M.                    | B.                    | M.    | B.    |
| 2006 - 2007           | Arsenal               | Premier League        | -           | -           | 2                     | 0                     | 2     | 0     |
| Sous-total            | Sous-total            | Sous-total            | 0           | 0           | 2                     | 0                     | 2     | 0     |
| 2006 - 2007           | AFC Bournemouth       | League One            | 5           | 1           | 2                     | 0                     | 7     | 1     |
| Sous-total            | Sous-total            | Sous-total            | 5           | 1           | 2                     | 0                     | 7     | 1     |
| 2007 - 2008           | Colchester United     | Championship          | 16          | 2           | -                     | -                     | 16    | 2     |
| Sous-total            | Sous-total            | Sous-total            | 16          | 2           | 0                     | 0                     | 16    | 2     |
| 2007 - 2008           | Queens Park Rangers   | Championship          | 20          | 0           | 1                     | 0                     | 21    | 0     |
| 2008 - 2009           | Queens Park Rangers   | Championship          | 35          | 0           | 4                     | 0                     | 39    | 0     |
| 2009 - 2010           | Queens Park Rangers   | Championship          | 19          | 2           | 2                     | 0                     | 21    | 2     |
| 2010 - 2011           | Queens Park Rangers   | Championship          | 36          | 0           | 1                     | 0                     | 37    | 0     |
| 2011 - 2012           | Queens Park Rangers   | Premier League        | 6           | 0           | 1                     | 0                     | 7     | 0     |
| Sous-total            | Sous-total            | Sous-total            | 116         | 2           | 9                     | 0                     | 125   | 2     |
| 2011 - 2012           | Reading               | Championship          | 6           | 0           | -                     | -                     | 6     | 0     |
| Sous-total            | Sous-total            | Sous-total            | 6           | 0           | 0                     | 0                     | 6     | 0     |
| 2012 - 2013           | Cardiff City          | Championship          | 36          | 5           | -                     | -                     | 36    | 5     |
| 2013 - 2014           | Cardiff City          | Premier League        | 3           | 0           | 1                     | 0                     | 4     | 0     |
| 2014 - 2015           | Cardiff City          | Championship          | 23          | 0           | 3                     | 0                     | 26    | 0     |
| Sous-total            | Sous-total            | Sous-total            | 62          | 5           | 4                     | 0                     | 66    | 5     |
| 2014 - 2015           | Watford               | Championship          | 4           | 1           | 0                     | 0                     | 4     | 1     |
| Total sur la carrière | Total sur la carrière | Total sur la carrière | 209         | 11          | 17                    | 0                     | 226   | 11    |